# Северноберберские языки
Севернобербе́рские языки́ — северная ветвь берберо-ливийских языков, распространённая в странах Магриба: Марокко, Алжире, Тунисе и Ливии. Численность носителей северноберберских языков составляет по разным данным от 10 до 15,4 млн чел.
Северноберберская ветвь включают атласскую, зенетскую и кабильскую группы языков.
Для языков с большим числом носителей, таких, как тамазигхт, ташельхит, рифский традиционно применяется письмо на основе арабской графики, кабильская письменность основана на латинском алфавите. Северноберберские языки с малым числом носителей как правило бесписьменные. В настоящее время отмечается распространение систем письма с латинской графикой наряду с арабской, в разное время предпринимались попытки введения письменности на основе алфавита тифинаг, в частности он используется для языка тамазигхт. Часто для одного языка параллельно применяется две или три системы письма. Носители еврейско-берберских диалектов использовали еврейское письмо.

## Классификация

### Ethnologue
Согласно справочнику языков мира Ethnologue в состав северноберберской ветви включаются четыре группы языков, одна из которых — шенуа — представлена одним языком:
- Шенуа (шенва), язык распространён в северном Алжире[3]. В большинстве классификаций берберских языков шенуа относят к зенетским языкам[4][5][6].
- Атласские языки, распространены главным образом на территории Марокко и в некоторых районах северо-западного Алжира, примыкающих к границе с Марокко[7]:
  - Еврейско-берберские диалекты, сохраняются среди небольшого числа лиц старшего поколения в Израиле. Некоторые диалекты сформировались на основе зенетских языков.
  - Шильхская (ташельхит) подгруппа.
  - Тамазигхтская (тамазигхт) подгруппа.
- Кабильские языки, распространены на севере Алжира[8]:
  - Диалектная группа Большой Кабилии.
  - Диалектная группа Малой Кабилии.
- Зенетские языки, распространены на севере Марокко, в северных и центральных районах Алжира, в Тунисе и на северо-западе Ливии, делятся на шесть подгрупп, три из которых представлены только одним языком[9]:
  - Восточнозенетская подгруппа:
    - Гхадамес, в большинстве классификаций берберских языков гхадамес относят к восточноберберским языкам[5][6][10].
    - Нефуса с рядом диалектов в северо-западной Ливии: собственно нефуса — налут, джаду и другими, зуара; а также с диалектами Туниса, объединяемыми общим названием шильх (шильха): джерба, тамезрет, тауджут, зрауа, шенини и дуирет.
    - Сенед, вымерший язык центрального Туниса.

  - Гхмара.
  - Подгруппа мзаб-уаргла:
    - Уаргла (tagargrent, ouargla, ouargli, wargla).
    - Ригх (туггурт) (tamazight, temacine, touggourt, tougourt, tugurt).
    - Тазнатит (taznatit, zenatiyya) с диалектами гурара (gourara, gurara), туат (touat, tuat, tuwat) и диалектами южного Орана (south Oran).
    - Мзаб (tumzabt, ghardaia, mozabite, mzab, mzabi).

  - Рифская подгруппа:
    - Рифский (риф) язык (tarifit) с диалектами аит темсамен, аит тфарсит, изнасын и другими.
    - Сенхажа.

  - Шауйя (шауйа) (tachawit, chaouia, chawi, shawia, shawiya, tacawit).
  - Тидикельт (tamazight, tidikelt).

### Роджер Бленч
Согласно классификации британского лингвиста Роджера Бленча (Roger Blench) северноберберские языки дифференцируются следующим образом:
- Атласские языки:
  - Шильхские языки.
  - Тамазигхтские языки.
- Кабильские языки.
- Зенетские языки:
  - Рифский кластер: шауйя (шауйа), тидикельт, туат, риф (рифский), гхмара, тлемсен.
  - Языки мзаб-уаргла: гурара, мзаб, уаргла, гардая, тугурт, сегхрушен, фигиг, сенхажа, изнасын.
  - Восточнозенетские языки: тмагурт, сенед, джерба, тамезрет, тауджут, нефуса, зрауа.

### Сергей Старостин
В классификации, опубликованной в работе С. А. Бурлак и С. А. Старостина «Сравнительно-историческое языкознание», выделяются следующие группы языков:
- Атласские языки:
  - Сегхрушен. В классификации Роджера Бленча[5] и в классификации берберских языков, опубликованной в лингвистическом энциклопедическом словаре[1], сегхрушен относят к зенетским языкам.
  - Шильхские (ташельхайт) языки: нтифа, семлаль, баамрани.
  - Бераберские (тамазигхт) языки: изайан, издег, ндыр, мессад.
- Кабильские языки.
- Зенетские языки:
  - Восточнозенетские языки: нефуса, зуара, сенед, джерба.
  - Оазисные языки: мзаб, уаргла, ригх (туггурт), гурара.
  - Северноалжирские языки: шауйя (шауйа), матмата, менасыр, шенва, бенисалах.
  - Тлемсенско-восточномарокканские языки: снус, изнасын.
  - Северномарокканские языки: сенхаджа, риф (рифский).

### Александр Милитарёв
В классификации берберских языков в статье «Берберо-ливийские языки» А. Ю. Милитарёва, опубликованной в лингвистическом энциклопедическом словаре, приводятся следующие группы языков:
- Атласская группа: диалекты ташельхита — тиндуфт, иглиуа, тазервальт, ида у семлаль, нтифа и другие; диалекты тамазигхта, или бераберские — аит издег, изайан, бени мгильд и другие.
- Кабильская группа: диалекты Большой и Малой Кабилии.
- Зенетская группа[4]: языки сегхрушен, риф с диалектами, гхмара, жбала, сенхажа, изнасын, зеккара, матмата, харауа, снус, бени менасыр, шенуа (шенва), бени салах, мзаб, уаргла, ригх, фигиг, диалекты южного Орана, туат, гурара, тидикельт, шауйа с диалектами, сенед, джерба, зрауа, зуара, нефуса с диалектами и другие.

## Ареал и численность

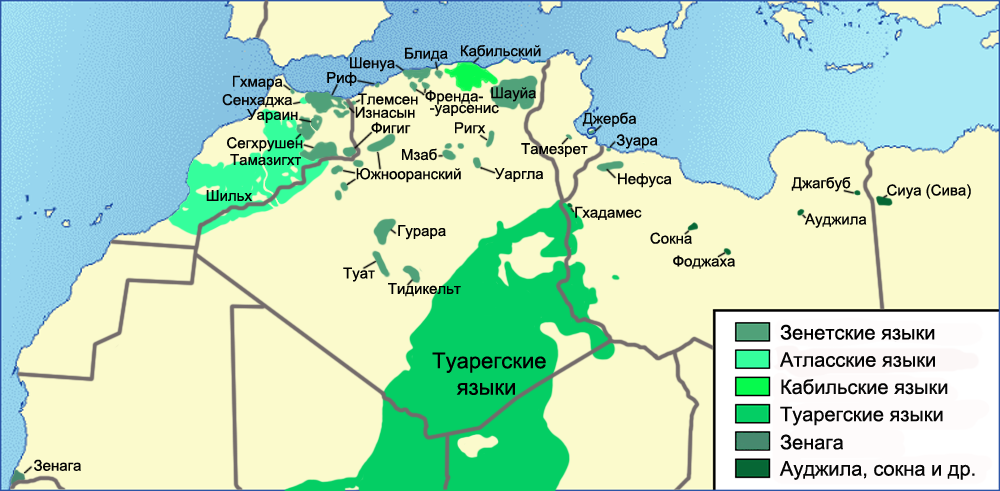
Языки северноберберской ветви на карте берберских языков

Носители северноберберских языков населяют различные районы Марокко, Алжира, Туниса и Ливии. Причём, сплошной ареальный массив северноберберских языков наблюдается только в Марокко. В остальных странах северноберберские языки распространены преимущественно в виде многочисленных островных ареалов, окружённых областью распространения арабского языка. Атласские языки распространены в Марокко и на незначительной части приграничных с Марокко алжирских районов. Кабильские языки размещены на севере Алжира. Ареалы зенетских языков расположены на севере Марокко, в Тунисе, на северо-западе Ливии и во многих районах Алжира.
Общая численность носителей северноберберских языков составляет по разным данным от 10 до 15,4 млн чел.. Численность носителей атласских языков составляет около 6,4 млн человек (2004). На кабильских языках говорят около 5,6 млн человек. Численность говорящих на зенетских языках составляет около 3,5 млн человек (1990).